# ジョシュ・グリーン (政治家)
ジョシュ・グリーン（英: Josh Green）、本名ジョシュア・ブース・グリーン（Joshua Booth Green、1970年2月11日 - ）は、アメリカ合衆国の政治家、医師。ハワイ州下院議員や州上院議員、州副知事を歴任したのち、2022年から第9代ハワイ州知事を務める。民主党所属。

## 経歴

### 生い立ち
ニューヨーク州キングストンで生まれ、ペンシルベニア州ピッツバーグで育つ。1988年にクエーカー・バレー高校を卒業し、4人いる卒業生総代のひとりを務めた。
1992年にスワースモア大学から人類学で理学士号を、1997年にペンシルベニア州立大学ペン・ステート・ミルトン・S・ハーシー・メディカル・センターから医学博士号を取得。ピッツバーグ大学に3年間、家庭医の研修医として勤めた。スワースモア大学からは2022年、名誉学位を贈られている。

### 医師として
研修期間を終えた2000年、全国医療サービス機構 (NHSC) からハワイ島に内科医として派遣され、集中治療室で勤務した。当時、ハワイ島の農村部で内科医はグリーンひとりだけだった。
2009年には、ハワイ医師会から「今年の内科医」（フィジシャン・オブ・ザ・イヤー）に選出され、表彰された。なお、2022年にも新型コロナウイルス感染症の世界的流行への対応における指導力を評価され、選出されている。

### 政界入り
2004年、ハワイ州下院議員に当選した。選挙区の6区は、ハワイ島西部の農村地帯であった。
ハワイ州下院議員を2期務めたのち、2008年には州上院議員に当選。今度の選挙区は、ハワイ島南西部の3区であった。2012年と2014年にも再選され、この間与党院内総務や保健・人的資源委員会の委員長を歴任した。
2013年には「今年のハワイの議員」（ハワイ・レジスレイター・オブ・ザ・イヤー）に選出された。ルークス法として知られる保険法の適用範囲を自閉症児にまで広げるよう提唱し、2016年1月1日の法律施行という形で実現させた。
2018年には、障害を持つ親とその子どもが再びともに生活を営めるよう、法的な救済措置の整備に尽力した。また、喫煙可能年齢を18歳以上から21歳以上に引き上げる州令の発布にも関わった。喫煙可能年齢を21歳以上としたのは、全国でハワイ州がはじめてであった。
2018年の上院議員選挙には立候補せず、ドルー・カヌハがグリーンの選挙区を引き継いだ。

### ハワイ州副知事
2018年、ハワイ州副知事をめぐる民主党の予備選挙で勝利し、ハワイ州知事選挙で再選を目指すデービッド・イゲの副知事候補（ランニングメイト）となった。同年11月6日の本選挙で両者は当選した。
副知事として、グリーンはイゲからハワイ州における慢性的なホームレス問題への対処と、内科医としての経験を生かし、精神的な問題や中毒が州内のホームレスにどう影響しているのか調査するよう命じられた。
新型コロナウイルス感染症が世界的に流行する直前の2019年には、麻疹が流行していた西サモアに医師や看護師など75名の緊急医療チームを率いて向かい、ワクチン接種の支援にあたった。
2020年3月3日には、新型コロナウイルス感染症の予防と対応にあたるべく、イゲから州と医療界との連絡調整役に任命された。
2021年4月にハワイ・ニュース・ナウが実施した世論調査によると、グリーンの支持率は63%で、副知事としてのはたらきを評価しないと答えた有権者はわずか17%であった。一方、イゲの支持率は22%であった。新型コロナウイルス感染症のパンデミックにあたって、グリーンの活動ぶりと救急救命医としての経歴が評価に結びついていると指摘された。

### ハワイ州知事

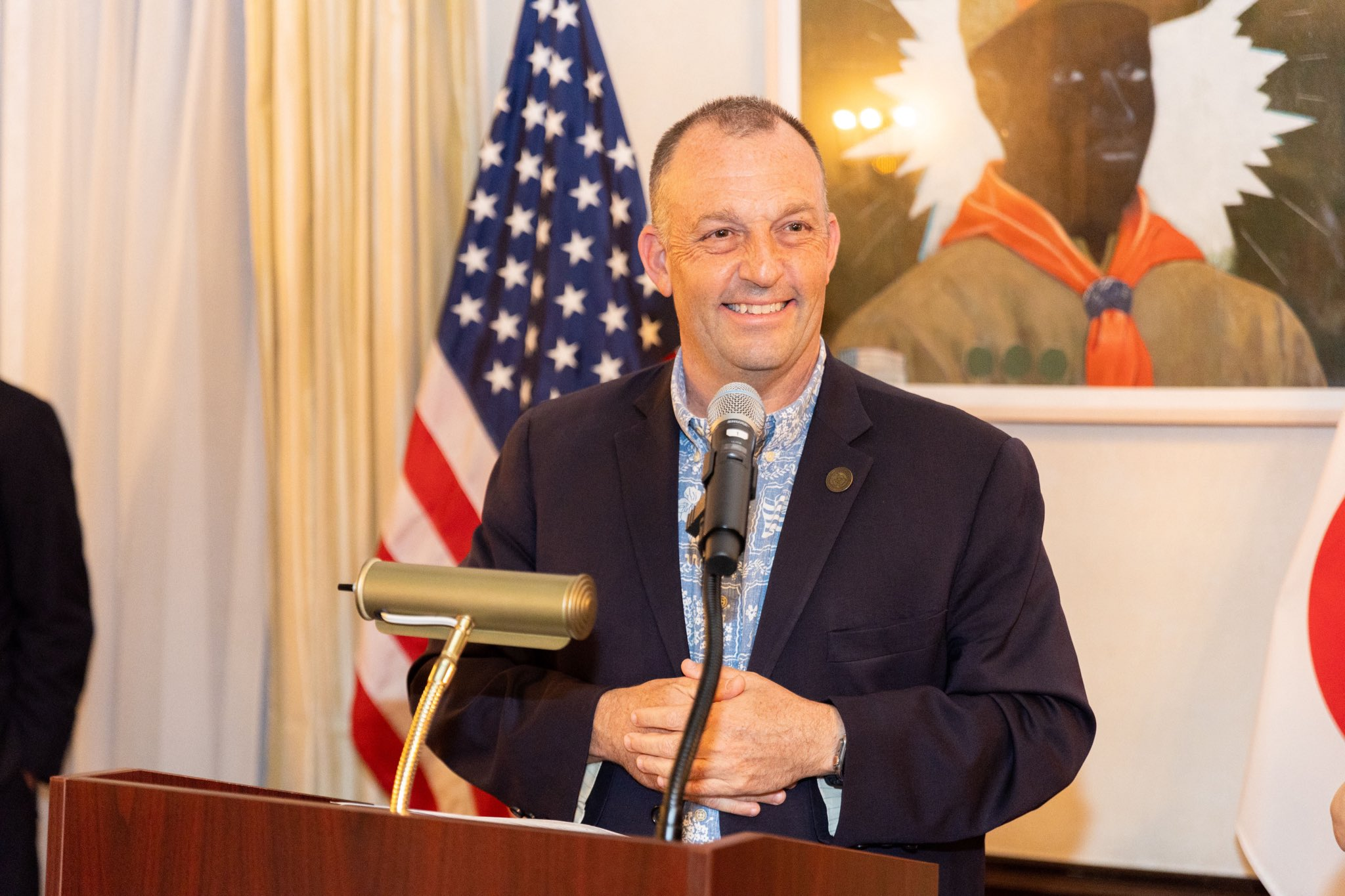
2024年9月、駐日アメリカ合衆国大使館で。

2019年8月、2022年のハワイ州知事選挙に立候補する意思があることを表明。2022年2月10日に選挙活動を開始した。
8月13日に行われた民主党予備選挙で勝利し、民主党の州議会議員、シルビア・ルークを副知事候補（ランニングメイト）に選んだ。11月8日の本選挙で、元副知事の共和党候補、デューク・アイオナを破り当選した。

## 人物
ユダヤ人。2006年にジェイミー・ウシロダと結婚した。ウシロダは家族法の専門家で、州の社会福祉委員長スザンヌ・チュン・オークランドの事務所に勤めていたとき、グリーンと知り合った。夫妻には2人の子どもがいる。
ピッツバーグ・スティーラーズのファンである。

## 選挙結果
| ジョシュ・グリーン        | 74,845  | 31.4  |
| ジル・トクダ              | 68,124  | 28.6  |
| バーナード・P・カルバリョ | 45,825  | 19.2  |
| キム・ココ・イワモト      | 34,243  | 14.3  |
| ウィル・エスペロ          | 15,463  | 6.5   |
| 総計                      | 238,500 | 100.0 |

| ジョシュ・グリーン     | 158,161 | 62.91 |
| ビッキー・カエターノ   | 52,447  | 20.86 |
| カイ・カヘレ           | 37,738  | 15.01 |
| バン・タナベ           | 1,236   | 0.49  |
| リチャード・キム       | 991     | 0.39  |
| デービッド・バーゴイン | 590     | 0.23  |
| クライド・ルーマン     | 249     | 0.10  |
| 総計                   | 251,412 | 100.0 |

| 2022年ハワイ州知事選挙 | 2022年ハワイ州知事選挙 | 2022年ハワイ州知事選挙                          | 2022年ハワイ州知事選挙 | 2022年ハワイ州知事選挙 |
| 所属政党               | 所属政党               | 候補者名                                        | 得票数                 | 得票率 (%)             |
| ---------------------- | ---------------------- | ----------------------------------------------- | ---------------------- | ---------------------- |
|                        | 民主党                 | ジョシュ・グリーン シルビア・ルーク             | 261,025                | 63.16                  |
|                        | 共和党                 | デューク・アイオナ ショーラ・トゥパイ・ジュニア | 152,237                | 36.84                  |
| 総計                   | 総計                   | 総計                                            | 413,262                | 100.0                  |